# Provincia di Tarma
La provincia di Tarma è una delle 9 province della regione di Junín nel Perù.

## Capoluogo e data di fondazione
Il capoluogo è Tarma.

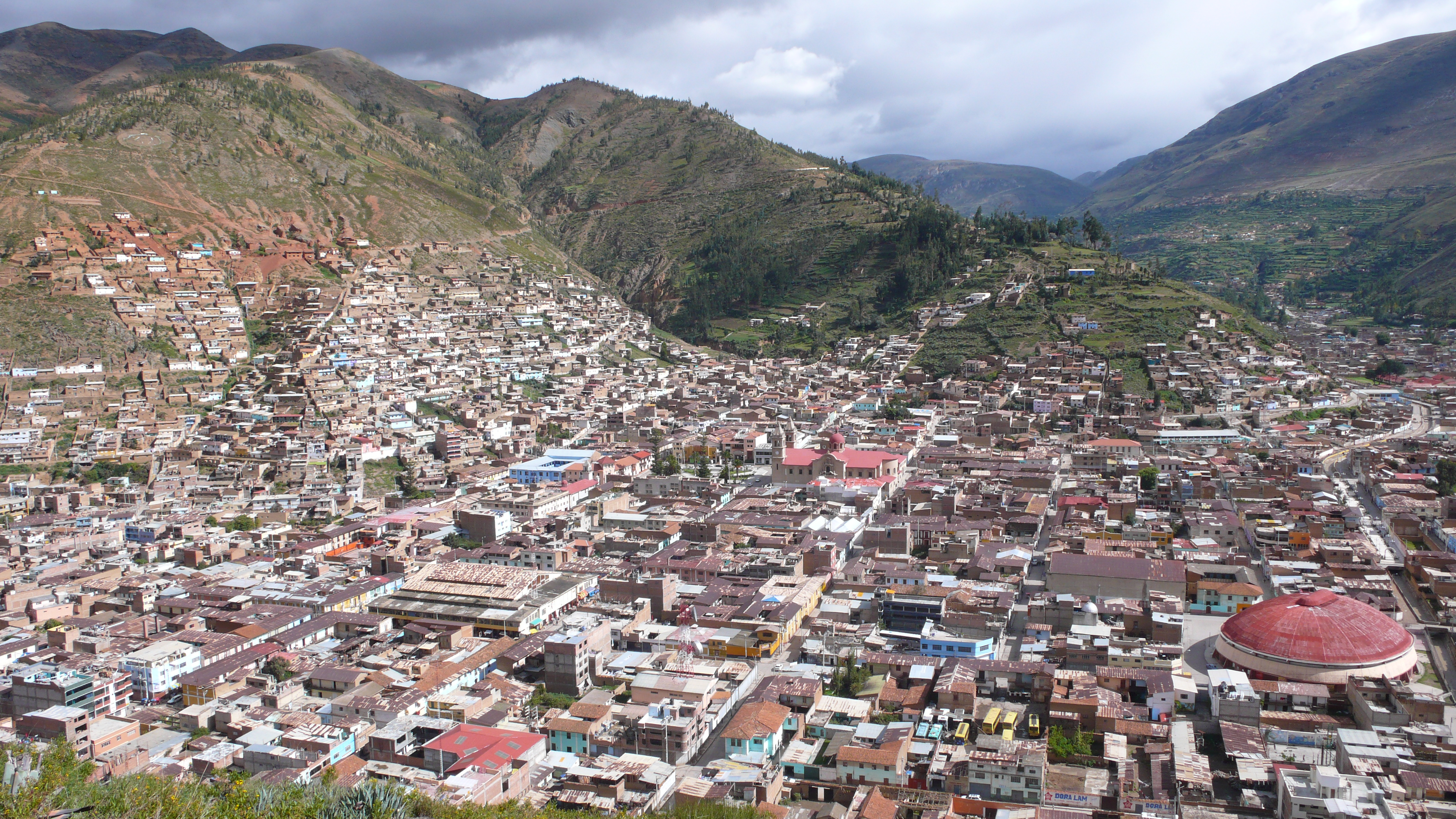
Il capoluogo Tarma.

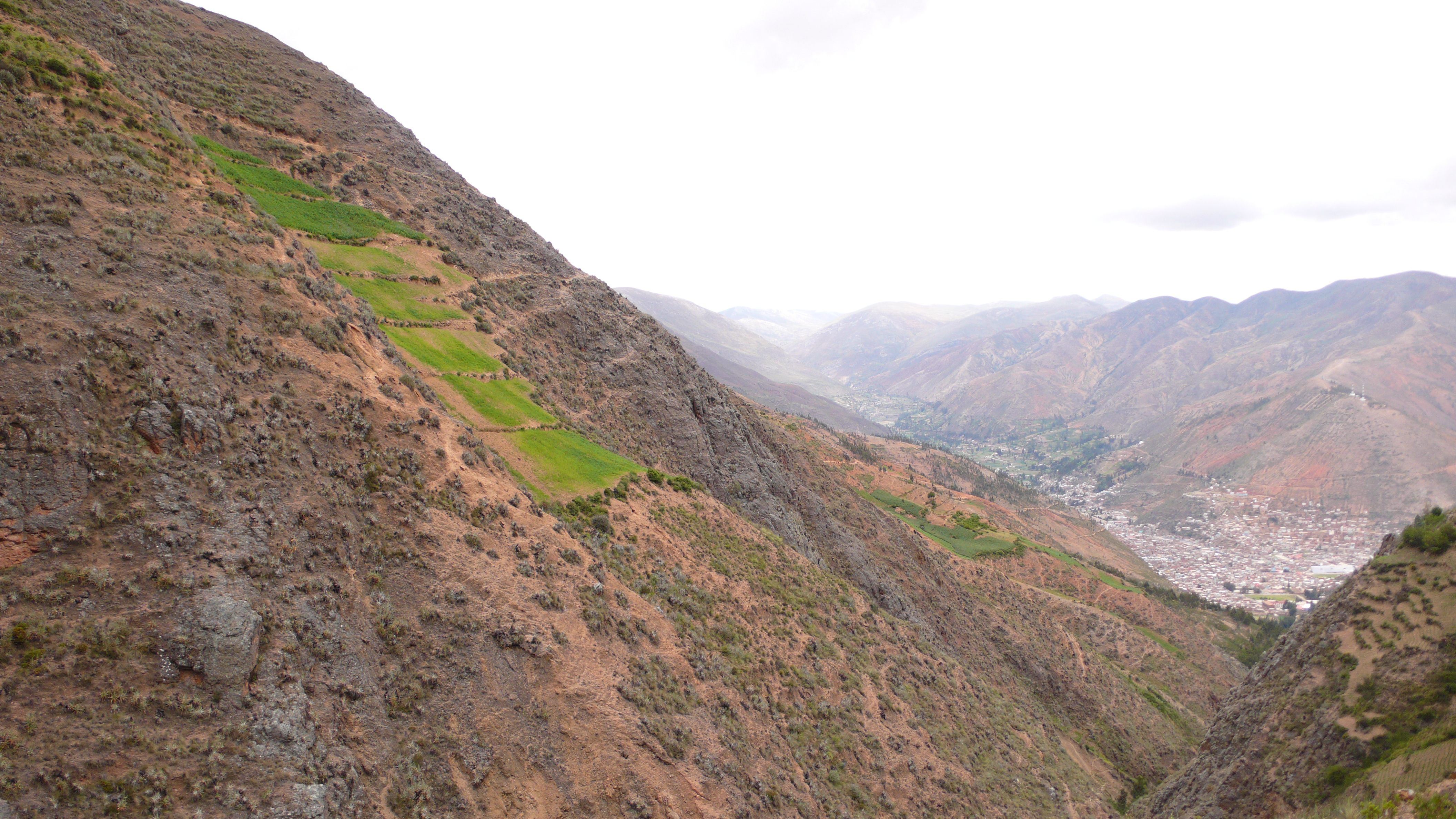
Agricoltura a Tarma.

La provincia è stata istituita nel 1821.
Sindaco (Alcalde): Luis Fernando Morales Nieva (2007-2010)

## Superficie e popolazione
- 2749,16 km²
- 104 335 abitanti (inei2005)

## Provincie confinanti
Confina a nord con la provincia di Junín; a sud con la provincia di Jauja; a est con la provincia di Chanchamayo e ad ovest con la provincia di Yauli.

## Geografia antropica

### Suddivisioni amministrative
È divisa in nove distretti:
- Acobamba
- Huaricolca
- Huasahuasi
- La Unión
- Palca
- Palcamayo
- San Pedro de Cajas
- Tapo
- Tarma